# Hans-Heinz Bollmann

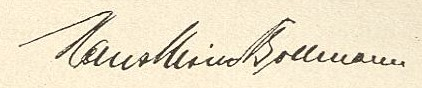
Signatur (1938)

Hans-Heinz Bollmann (* 1. Dezember 1889 in Hamburg; † 9. Juli 1974 ebenda) war ein deutscher Opern- und Operettensänger (Tenor).

## Leben
Bollmann entstammte einer alteingesessenen Hamburger Kaufmannsfamilie. Eigentlich wollte er Zahnarzt werden, studierte dann aber Gesang in Hamburg sowie bei Enrico Rosario in Mailand. Seine künstlerische Laufbahn begann 1912 am Stadttheater von Bochum. Von 1913 bis 1915 war Bollmann am Stadttheater von Wilhelmshaven engagiert. Folgend wurde er zum Kriegsdienst eingezogen. Nach Kriegsende ging er an das Stadttheater von Nürnberg. Von 1921 bis 1925 gehörte er dem Ensemble des Hamburger Opernhauses an. In der Spielzeit 1925–1926 gastierte er an der Staatsoper in Berlin. Dort sang u. a. José in Carmen, Max im Freischütz, Rodolfo in La Bohème, Baron Lummer im Intermezzo von Richard Strauss, Pinkerton in Madama Butterfly, Hans in Smetanas Verkaufter Braut und Graf Almaviva im Barbier von Sevilla.
Ende der 1920er Jahre wandte sich Bollmann verstärkt der Operette zu und sang an allen großen deutschsprachigen Operettenbühnen, u. a. von 1927 bis 1928 am Theater des Westens, 1930 bis 1931 am Theater im Admiralspalast, 1935 bis 1936 am Berliner Metropoltheater (hier 1935 in der Uraufführung von Ball der Nationen von Fred Raymond) und 1937 bis 1938 am Theater des Volkes. 1928 bis 1932 war er am Theater an der Wien, an welchem er 1931 in der Uraufführung der Franz-Lehár-Operette Schön ist die Welt mitwirkte, sowie am Johann Strauß-Theater in letztgenannter Stadt engagiert. Ferner gastierte er 1938 am Raimund Theater in Wien. Der Künstler war ein Lieblingssänger von Franz Lehár. Er sang mit großem Erfolg den Danilo in der Lustigen Witwe, den Titelhelden in Paganini, den Goethe in Friederike und den Armand im Grafen von Luxemburg. In Berlin sang er 1928 mit Vera Schwarz als Partnerin in La Barberina von Ascher. Ferner gastierte er öfter am Münchener Gärtnerplatztheater.
Bollmann trat auch in Paris, in London und in den USA auf. Zudem war er in den 1930er Jahren ein äußerst erfolgreicher Filmdarsteller- und sänger (Die Lindenwirtin, mit Käthe Dorsch, Der Bettelstudent, mit Jarmila Novotná, Frasquita, mit Heinz Rühmann oder Der Postillon von Lonjumeau, mit Leo Slezak). 1951 spielte er in dem Film Die Dubarry, mit Sári Barabás, mit und stand zwei Jahre später zum letzten Mal in der Eröffnungsvorstellung des neuen Hamburger Operettenhauses in Lehárs Lustiger Witwe auf der Bühne.
Bollmann besang Grammophonplatten bei Electrola/HMV, Homocord und den Lindström-Marken Gloria, Odeon und Parlophon.
Er sang, im Duett mit dem Bariton Manfred Lewandowski, 1923–1928 Kantor am Friedenstempel in Berlin-Halensee und 1928–1938 Oberkantor an der Synagoge Lindenstraße in Berlin-Kreuzberg, das Duett „Der Tempel Brahmas strahlt“ aus Bizets Oper Die Perlenfischer,
aber auch, begleitet vom NS-Reichsorchester und Chor, das vaterländische Lied  Mein Deutschland, du sollst leben, du darfst nicht untergeh’n.
Der Künstler war in erster Ehe mit der Operettensängerin Friedel Bollmann, gestorben 1936, verheiratet. 1938 ehelichte er Elisabeth Biebl. Seine Tochter aus erster Ehe, Hannelore Bollmann, war eine bekannte Filmschauspielerin.

## Tondokumente (Auswahl)

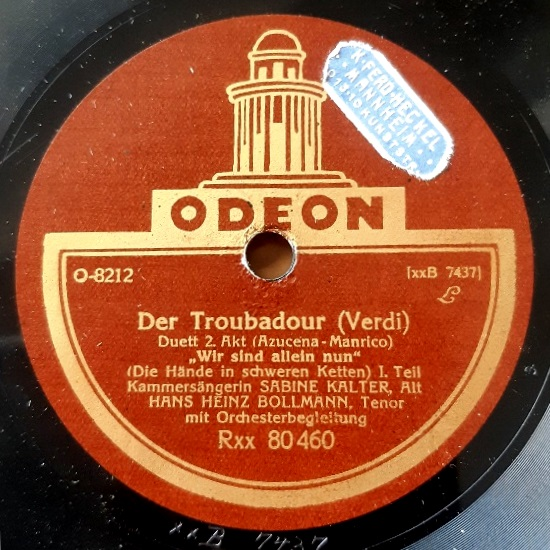
Schallplatte von Hans Heinz Bollmann (Berlin 1926)

- Electrola E.G. 389 / 8-42020 (mx. BW 270-III) „Mattinata“ (Ruggiero Leoncavallo, Text von M. Reichardt) Hans Heinz Bollmann, Tenor mit Orchesterbegleitung, aufgen. Berlin 1926.[4]
- Electrola E.G. 390 / 8-42022 (mx. BW 610-I) „Postillion-Lied“ aus Der Postillon von Lonjumeau (Adolphe Adam) Hans Heinz Bollmann, Tenor mit Orchesterbegleitung.
- Gloria G.O. 10 354 (mx. Bi 783) „Madame, Madame, sie sind mir nicht einerlei.“ Lied nach einem Motiv von [Ethelbert] Nevin (Text und Musik Billy Golwyn, N. Intrator u. Dr. Jos. Freudenthal)[5]
- Gloria G.O. 10 556 (mx. H-62578-2) Die Afrikanerin (G. Meyerbeer), Arie des Vasco: „Land so wunderbar“. Hans Heinz Bollmann mit Berliner Sinfonie-Orchester. Dirigent: Fritz Zweig.
- Homocord 4-3151 (mx. C 1356 D) „Mutterl-Lied“ aus der Operette Die Schützenliesel (Edmund Eysler – Leo Stein und Karl Lindau) Hans Heinz Bollmann, Tenor, mit Wiener Salonkapelle Franz Hausberger.[6]
- Homocord 4-3732-I (mx. H-62 839) „Du blonde Lindenwirtin vom Rhein“. Foxtrot aus dem Tonfilm Die Lindenwirtin (M. Krausz – B. Hardt-Warden) Hans Heinz Bollmann, Tenor mit Orchesterbegleitung, aufgen. ca. März/April 1930.[7]
- Homocord 4-3732-II (mx. H-62 840) „Zu jeder Liebe gehört ein Gläschen Wein“. Foxtrot aus dem Tonfilm Die Lindenwirtin (M. Krausz – B. Hardt-Warden) Hans Heinz Bollmann, Tenor mit Orchesterbegleitung, aufgen. ca. März/April 1930.
- Homocord H-3953 (mx. H-83 277-2) „Schön ist die Welt“. Walzerlied aus der gleichnamigen Operette (F. Lehár, Dr. F. Löhner) / (H-83 276-4) Liebste, glaub' an mich, denn ich liebe dich: Lied aus der Operette „Schön ist die Welt“ (F. Lehár, Dr. F. Löhner) Hans Heinz Bollmann, Tenor mit Orchesterbegleitung.[8]
- Odeon Rxx 80218 (mx. xxB 7065) „O wie so trügerisch“ aus Rigoletto (Verdi) Hans Heinz Bollmann mit Orchesterbegleitung.
- Odeon Rxx 80460 (mx. xxB 7437) „Wir sind allein nun“ („Die Hände in schweren Ketten“). Duett 2. Akt (Azucena – Manrico) aus Der Troubadour 1. Teil (Verdi) / (mx. xxB 7438-II) dto., 2. Teil. Kammersängerin Sabine Kalter, Alt. Hans Heinz Bollmann, Tenor. Mit Orchesterbegleitung.
- Odeon O-25465 (mx. Be 11065) „Du warst mir ein schöner Traum“ – Lied aus der Revue-Operette Ball der Nationen (Musik: Fred Raymond, Text: Günther Schwenn) Kammersänger Hans Heinz Bollmann, Tenor, mit Orchesterbegleitung. Leitung: Kapellmeister Schmidt-Boelcke vom Metropol-Theater, Berlin.
- Parlophon B.49248 (mx. Bi 1812) „Du bist meine Sonne“. Lied aus der musikalischen Komödie Giuditta (Musik: Franz Lehar – Text: Paul Knepler und Fritz Löhner) Kammersänger Hans Heinz Bollmann mit Orchester. Leitung: Kapellmeister Otto Dobrindt.

## Filmografie
- 1930: Die Lindenwirtin
- 1930: Der Bettelstudent
- 1932: Friederike
- 1934: Frasquita
- 1936: Der Postillion von Lonjumeau
- 1951: Die Dubarry